# Animatronic

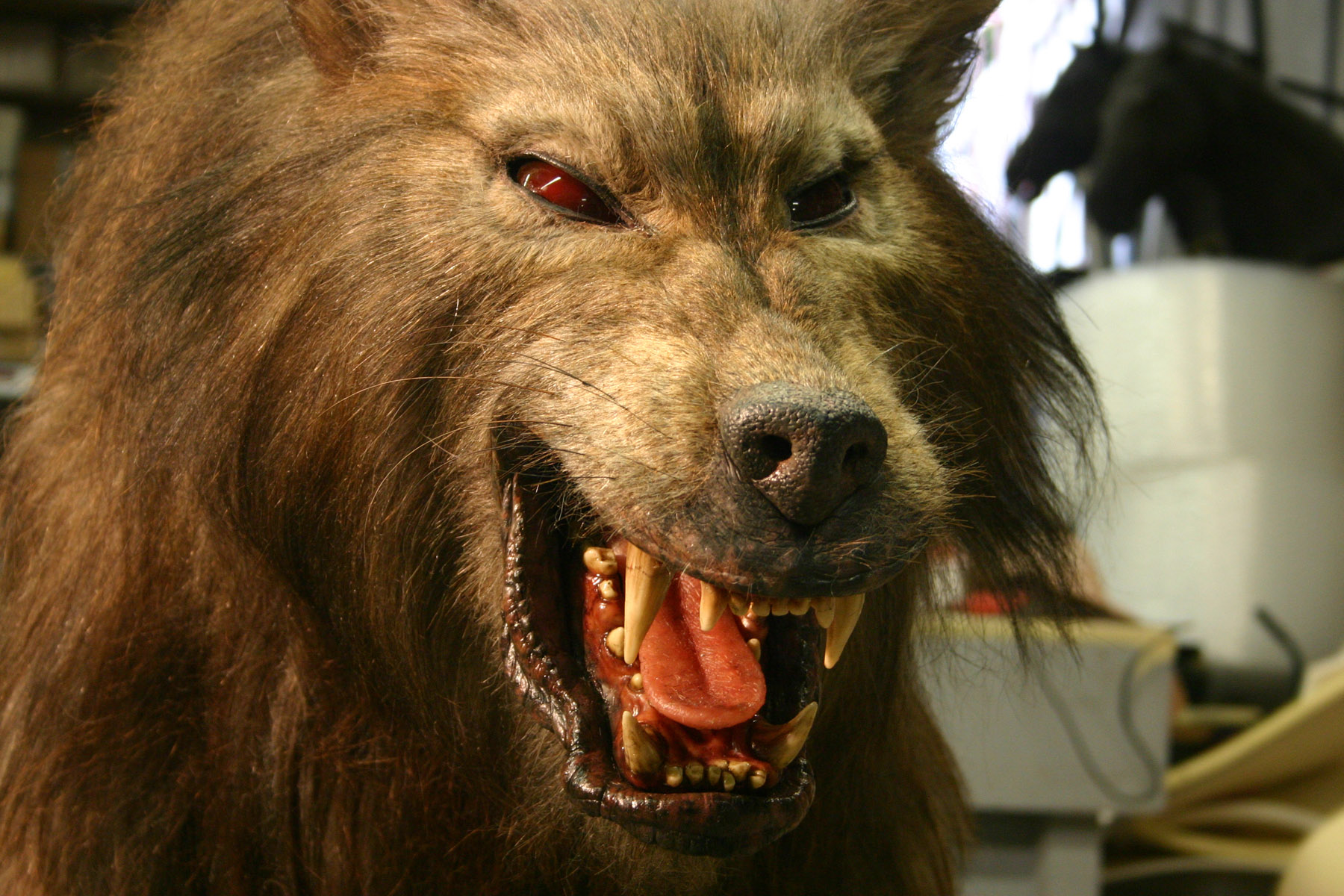
Animatronik föreställande en varg från filmen 300.

Animatronic (efter engelska) eller animatronik innebär animation i 3D. En animatronic som substantiv är en sorts robot gjord för specialeffekter, främst inom film. Roboten är ofta täckt av ett färgat "skinn" (gjort av gummi). Insidan av roboten är uppbyggd med ett skelett som kan vara gjort av exempelvis metall, och maskinen är kopplad med sladdar och kan styras med kontroller.  
En avancerad animatronic kan ha rörliga läppar, näsborrar, och kan ibland även blinka med "ögonen".

## Filmer/program med animatronic-effekter
När filmen King Kong (1933) gjordes använde man sig vid några tillfällen av ett stort mekaniskt gorillahuvud. 
Walt Disney Company, genom dotterbolaget Walt Disney Imagineering, har utvecklat sin egen version av animatroniska robotar under beteckningen audio-animatronics som först visade i Disneyland på 1950-talet.
Den första helt animatroniska filmkaraktären var Yoda i Stjärnornas Krig Episod V (1980).
Vid skapandet av filmerna om Jurassic Park (1993) användes mycket CGI, kombinerat med animatronics gjorda av Stan Winston.
Vid skapandet av filmerna The Terminator och Terminator 2 bidrog Stan Winston till att skapa flera modeller och maskiner för att ge liv till cyborgs på filmduken.
BBCs TV-serie Dinosauriernas tid (1999) använde sig också av animatronics, kombinerat med datoranimation. När man 2 år senare, 2001, gjorde odjurens tid, använde man samma teknik. När Dinosauriernas tid också blev en live-show via Walking with Dinosaurs – The Arena Spectacular gjordes flera modeller av dinosaurier i full skala.

## Företag som arbetar med animatronics
- Stan Winston Studios
- Crawley Creatures
- Jim Henson's Creature Shop